# Збірна Естонії з хокею із шайбою
Збірна Естонії з хокею із шайбою (ест. Eesti jäähokikoondis) — національна команда Естонії, що представляє країну на міжнародних змаганнях з хокею із шайбою. Опікується Естонською хокейною федерацією. Команда є учасником різних світових хокейних форумів ще з кінця 20 століття (після розпаду СРСР), але значних успіхів не досягала. В Естонії налічується 1 341 гравець.

## Результати

### Виступи на Олімпійських іграх
- 1998 — не кваліфікувалася
- 2002 — не кваліфікувалася
- 2006 — не кваліфікувалася
- 2010 — не кваліфікувалася
- 2014 — не кваліфікувалася
- 2018 — не кваліфікувалася
- 2022 — не кваліфікувалася

### Виступи на чемпіонаті світу
- 1993 — 2-е місце (у групі C2-кваліфікація)
- 1994 — 1-е місце (у групі C2)
- 1995 — 4-е місце (у групі C1)
- 1996 — 5-е місце (у групі C)
- 1997 — 3-є місце (у групі C)
- 1998 — 3-є місце (у групі B)
- 1999 — 6-е місце (у групі B)
- 2000 — 6-е місце (у групі B)
- 2001 — 6-е місце дивізіон IB
- 2002 — 1-е місце дивізіон ІІА
- 2003 — 3-є місце дивізіон IB
- 2004 — 4-е місце дивізіон IB
- 2005 — 4-е місце дивізіон IB
- 2006 — 4-е місце дивізіон IB
- 2007 — 4-е місце дивізіон ІА
- 2008 — 6-е місце дивізіон IB
- 2009 — 2-е місце дивізіон ІІА
- 2010 — 1-е місце дивізіон ІІВ
- 2011 — 6-е місце дивізіон ІВ
- 2012 — 1-е місце дивізіон ІІА
- 2013 — 6-е місце дивізіон ІВ
- 2014 — 1-е місце дивізіон ІІА
- 2015 — 5-е місце у дивізіоні IB
- 2016 — 5-е місце у дивізіоні IB
- 2017 — 4-е місце Дивізіон ΙВ
- 2018 — 3-є місце Дивізіон ΙВ
- 2019 — 4-е місце Дивізіон ΙВ
- 2022 — 4-е місце Дивізіон IB
- 2023 — 4-е місце Дивізіон IB
- 2024 — 3-є місце Дивізіон IB
- 2025 — 3-є місце Дивізіон IB